# No Prayer for the Dying
Albums de Iron Maiden
First Ten Years
(1990) Fear of the Dark
(1992)
No Prayer for the Dying est le huitième album du groupe de heavy metal britannique Iron Maiden publié le 1er octobre 1990.
L'album marque le premier changement de composition dans le groupe depuis 1983, le guitariste Adrian Smith quitte le groupe au cours de la phase de pré-production, mécontent de la direction musicale qu'a pris le groupe avec cet album. Adrian Smith souhaitait persévérer dans un hard rock "progressif", des concept-albums, alors que Harris souhaitait retrouver des tonalités plus dures. Toutefois, Smith est crédité sur un titre de l'album, Hooks in You. Smith a été remplacé par Janick Gers, qui avait déjà travaillé avec le chanteur Bruce Dickinson pour son premier album solo, Tattooed Millionaire.
Ce fut un nouveau succès pour le groupe ; l'album atteint la seconde position des charts britanniques dès sa première semaine.

## Liste des titres
Vinyle – EMI (068-7 9512 1,  Europe)
| A1. | Tailgunner              | Steve Harris, Bruce Dickinson | 4:13 |
| A2. | Holy Smoke              | Steve Harris, Bruce Dickinson | 3:47 |
| A3. | No Prayer for the Dying | Steve Harris                  | 4:22 |
| A4. | Public Enema Number One | Bruce Dickinson, Dave Murray  | 4:03 |
| A5. | Fates Warning           | Steve Harris, Dave Murray     | 4:09 |

| B1. | The Assassin                            | Steve Harris                  | 4:16 |
| B2. | Run Silent Run Deep                     | Steve Harris, Bruce Dickinson | 4:34 |
| B3. | Hooks in You                            | Bruce Dickinson, Adrian Smith | 4:06 |
| B4. | Bring Your Daughter... to the Slaughter | Bruce Dickinson               | 4:42 |
| B5. | Mother Russia                           | Steve Harris                  | 5:30 |

| 11. | Listen With Nicko! Part XI |  |

## Singles
Deux singles en ont été extraits. Ce sont successivement :
1. Holy Smoke, 10 septembre 1990. (Position de départ #3)
2. Bring Your Daughter... to the Slaughter, 24 décembre 1990 (Position de départ #1 UK et y reste 2 semaines)

La chanson Holy Smoke est un réquisitoire contre les télévangélistes.

Bring Your Daughter... to the Slaughter devait apparaître sur l'album solo de Bruce Dickinson, The tatooed millionaire, mais fut jugée d'assez bonne qualité par le reste du groupe pour figurer sur cet album.

Tailgunner parle des cannoniers arrière dans les B17 (surnommés les Flying Fortress) anglais.

Mother Russia parle comme son titre l'indique de la Russie sortant du communisme.

## Réédition 1998
Lors de la réédition des albums du groupe en 1998, le groupe a retravaillé la pochette de l'album.
Il y fut aussi ajouté une section multimédia reprenant deux clips :
1. Holy Smoke
2. Bring Your Daughter... to the Slaughter

## Musiciens
- Bruce Dickinson : chant
- Dave Murray : guitare
- Janick Gers : guitare
- Steve Harris : basse
- Nicko McBrain : batterie

## Charts
| Pays             | Chart              | Meilleure position | Réf   |
| ---------------- | ------------------ | ------------------ | ----- |
| États-Unis       | Billboard 200      | 17                 | [ 3 ] |
| Royaume-Uni      | UK Albums Chart    | 2                  | [ 2 ] |
| Autriche         | Ö3 Austria Top 40  | 19                 | [ 4 ] |
| Suisse           | Swiss Music Charts | 11                 | [ 5 ] |
| Suède            | Sverigetopplistan  | 6                  | [ 6 ] |
| Norvège          | VG-lista           | 4                  | [ 7 ] |
| Australie        | ARIA Charts        | 23                 | [ 8 ] |
| Nouvelle-Zélande | Rianz              | 17                 | [ 9 ] |

### Singles
| Année | Single                                    | Chart            | Position | Album                     |
| ----- | ----------------------------------------- | ---------------- | -------- | ------------------------- |
| 1990  | "Holy Smoke"                              | UK Singles Chart | 3        | "No Prayer for the Dying" |
| 1990  | "Bring Your Daughter... to the Slaughter" | UK Singles Chart | 1        | "No Prayer for the Dying" |